# 姚拓
姚拓（Yiu Hong，1922年11月9日—2009年10月7日），原名姚天平，香港時期始用姚匡（廣東話發音Yiu Hong）之名，筆名張兆、魯莊、魯文，祖籍河南省鞏義市桑林鎮魯莊，父親姚錫麟（1861-1939），母親張玲（1883-1945），育有三女一男，姚拓排行老么。「天平」，乃姚錫麟賑災有德晚年得子，遂認「天」赐，對他公「平」寓意而取。曾長期參與《蕉風》編撰、友聯出版社總編輯，推動馬華文學至力。

## 年表
- 1940年投考入伍生團，成為中央陸軍軍官學校第十七期學生,接受軍事教育。

- 1941年軍校畢業。

- 1942年赴昆明任少尉排長。

- 1944年任中尉副連長，參與遠征軍滇西反攻之役。

- 1945年8月14日，日本投降後隨軍駐紮雲南保山，任上尉連長。

- 1948年春，調任遼寧瀋陽東北戰區司令警衛團少校團附。11月2日中共佔領瀋陽，姚拓被迫接受思想改造。

- 1949年6月返回家鄉，放棄軍旅生活。

- 1950年6月，原本投靠三哥於南京的菸廠倒閉，於是遷居香港荃灣。此時閱讀《人生》、《人文學刊》、《民主評論》、《星島晚報》副刊。

- 1953年，受閻起白之邀，任《中國學生周報》校對。兩個月後余德寬擢升姚氏為編輯，四個月後掌總編輯職。

- 1955年，與傑克、徐速、古梅、薛洛、岳騫、燕歸來、左舜生、易君左、徐東濱、胡菊人、司馬長風，成立香港中國筆會。

- 1956年，任《大學生活》社長兼主編，開始參與編輯《友聯活葉文選》。

- 1957年2月，攜妻女南下新加坡擔任《學生周報》主編，同時參與《蕉風》編輯工作。逗留到翌年8月。

- 1958年8月遷移吉隆坡定居。

- 1963年，任馬來亞友聯出版社總編輯、《學生周報》社長、《蕉風》編委，積極推廣現代文藝、文學思潮，影響一代馬華文藝。本年亦參與發起創立「劇藝研究會」。

- 1965年，創立「集珍莊」，乃當地較早的私人畫廊。

- 1970年，擔任馬來亞文化事業有限公司總編輯，參與華文教科書出版，貢獻至巨。

- 1977年5月15日，友聯《少年樂園》出版，姚氏擔任社長至八〇年代停刊。

- 1980年，參與發起創立「馬來西亞書藝協會」。因持紅色身份證，「劇藝研究會」「馬來西亞書藝協會」無法以姚拓之名登記建立，遂當顧問。

- 1982年，馬聯出版社成立，姚氏任總編輯。同年參與雪蘭莪中華大會堂「馬來西亞華文文學史料展覽」工委會。

- 1986年，主編《世界中文小說選》馬來西亞卷。

- 2009年10月7日上午9時11分病逝吉隆坡斑台醫院。

## 作品

### 小說
- 姚拓，〈豐收的故事〉，《中國學生週報》第43期（1953年5月15日）
- 姚拓，《二表哥》（香港：友聯，1956年8月）。
- 姚拓，〈七個世紀以後〉，《蕉風》第47期（1957年10月10日）
- 姚拓，《彎彎的岸壁》（香港 ：友聯 ，1958年6月）。
- 姚拓，《黑而亮的眼睛》（吉隆坡：蕉風，1959年7月）。
- 姚拓，《五里凹之花》（吉隆坡 ：蕉風，1960年9月）。
- 姚拓，《四個結婚的故事》（吉隆坡：蕉風，1961年6月）。
- 姚拓，《職業病》（八打靈再也 ：蕉風，1962年3月）。
- 姚拓，《奇蹟》（八打靈再也 ：蕉風，1962年12月）。
- 姚拓，《五里凹之花》（香港：正文，1965年）。
- 姚拓，《姚拓小說選》（八打靈再也：蕉風，1981年10月；1992年再版）。
- 姚拓，《五里凹之花》（八打靈再也：蕉風，1992年）。
- 姚拓，《四個結婚的故事》（八打靈再也：蕉風，1992年）。
- 姚拓，《彎彎的岸壁》（八打靈再也：蕉風，1992年）。
- 姚拓，〈小謝的故事〉，《馬華作家》第12期（2009年11月）
- 姚拓，《九個字的情書：姚拓小說選》（臺北：釀出版，2012年12月）。

### 散文
- 姚拓，《美麗的童年》（香港：國際，1963年1月）。
- 姚拓，《美麗的童年》（八打靈再也：蕉風，1990年）。
- 姚拓，《牆頭上的小紅花》（八打靈再也：蕉風，1992年）。
- 姚拓，《牆頭上的小紅花》（中國：鄭州海燕，1993年9月）。
- 姚拓，《美麗的童年》（香港：青田企業，1994年）。
- 姚拓，《蛙鳴》（中國：遼寧教育，1997年）。
- 姚拓，《雪泥鴻爪——姚拓說自己》（吉隆坡：紅蜻蜓出版有限公司，2005年11月）。

### 戲劇集
- 姚拓，《憩園》（吉隆坡：劇藝研究會，1969）。
- 姚拓，《兒女英雄傳》（八打靈再也：蕉風，1984年6月）。
- 姚拓，《姚拓戲劇集1》（八打靈再也：蕉風，1993）。
- 姚拓，《姚拓戲劇集2》（八打靈再也：蕉風，1993）。

### 其他
- 姚拓，【書刊評介】〈中共怎樣對待少數民族〉，《中國學生週報》第36期（1953年3月27日）
- 姚拓，《歷史故事三集》（ 香港：友聯，1954年1月）。
- 姚拓，《歷史故事四集》 （香港：友聯，1954年8月）。
- 姚拓（署名張兆），〈偉大溫柔如美洲的大河——簡介喬治桑和她的「鬼池」〉，《學生週報》第86期，1958年3月14日。
- 姚拓（署名張兆），〈文藝方向和作家道路〉，《學生周報》第269期（1961年9月15日）。
- 姚拓，〈文學的道德派與革命派〉，《學生周報》第848期（1972年10月25日）。
- 姚拓，〈什麽事文學上的道德標準〉，《學生周報》第849期（1972年11月1日）。
- 姚拓，〈觀千劍而後識器——批評家的斧頭〉，《學生周報》第850期（1972年11月8日）。
- 姚拓，〈什麽是「灰色」的文學作品〉，《學生周報》第851期（1972年11月15日）。
- 姚拓，〈文學就是文學〉，《學生周報》第852期（1972年11月22日）。
- 姚拓，〈有關寫作的幾個感想〉，《學報半月刊》第983期（1980年7月16日）。
- 姚拓，〈生死原知萬事空——悼徐速兄〉，《學報半月刊》第1009期（1981年9月16日）
- 姚拓，〈跋《姚拓小說選》〉，《學報半月刊》第1011期（1981年10月16日）
- 姚拓，〈目的小說——跋《姚拓小說選》之三〉，《學報半月刊》第1015期（1981年12月16日）[1]

## 研究現狀
- 李錦宗〈姚拓的文學歷程〉，《蕉風》457期，1993年12月11日。

- 張瑞玲《離散與記憶:姚拓小說研究》，國立中央大學中國文學系碩士論文，2017年。[2]